# The Big Band Theory
The Big Band Theory je třetí sólové studiové album Barryho Haye. Spolupracoval na něm s Metropole Big Band. Producentem alba byl Patrick Williams. Album věnoval svému otci. Album vyšlo pod značkou Blue Note Records ve spolupráci s EMI Music Netherlands v roce 2008.

## Seznam skladeb
| Pořadí | Název                          | Autor            | Původní interpret     | Délka |
| ------ | ------------------------------ | ---------------- | --------------------- | ----- |
| 1.     | Let's Spend the Night Together | Jagger, Richards | The Rolling Stones    | 3:28  |
| 2.     | Can We Still Be Friends?       | Rundgren         | Todd Rundgren         | 3:09  |
| 3.     | Spinning Wheel                 | Thomas           | Blood, Sweat & Tears  | 3:45  |
| 4.     | If You Want My Love            | Mendonça         |                       | 3:22  |
| 5.     | Johnny Make Believe            | Hay, Kooymans    | Golden Earring        | 4:52  |
| 6.     | Old Town                       | Lynott           | Philip Lynott         | 3:20  |
| 7.     | Higher and Higher              | Jackson          | Jackie Wilson         | 3:15  |
| 8.     | The Power of Love              | Colla, Lewis     | Huey Lewis & The News | 3:41  |
| 9.     | Summer in the City             | Sebastian, Boone | The Lovin' Spoonful   | 3:17  |
| 10.    | Ice Cream Man                  | Brim             | John Brim             | 3:04  |
| 11.    | Labour of Love                 | Kane, Kane       | Hue and Cry           | 3:30  |
| 12.    | Waiting on a Friend            | Jagger, Richards | The Rolling Stones    | 4:05  |
| 13.    | Walls Come Tumbling Down       | Weller           | The Style Council     | 3:38  |

## Obsazení
- Barry Hay – zpěv
- Marc Scholten – altsaxofon, klarinet
- Paul Van Der Feen – altsaxofon
- Leo Janssen – tenorsaxofon
- Jos Beeren – tenorsaxofon
- Max Boeree – barytonsaxofon
- Wim Both – trubka
- Henk Heijink – trubka
- Jan Van Duikeren – trubka
- Jan Hollander – trubka, pikolotrubka
- Jan Oosting – pozoun
- Jan Bastiani – pozoun
- Loek Boudesteijn – pozoun
- Martin Van Der Berg – baspozoun
- Arno Van Nieuwenhuize – bicí
- Boudewijn Lucas – baskytara
- Lex Bolderdijk – kytara
- Jasper Soffers – varhany Hammond C-3
- Murk Jiskoot – perkuse
- Frank Wardenier – perkuse
- Ton Van Bergeijk – harmonika
- Lo Van Gorp – doprovodný zpěv
- Na'omi Pariama – doprovodný zpěv
- Jessica Manuputty – doprovodný zpěv